# Skateboard under sommer-OL 2024 - Street (damer)
Street for kvinder i skateboard under sommer-OL 2024 blev afholdt på Place de la Concorde 28. juli 2024.

## Resultater

### Semifinale
| Nr. | Heat | Udøvere           | Nation     | Run   | Run   | Trick | Trick | Trick | Trick | Trick | Totalt |
| Nr. | Heat | Udøvere           | Nation     | 1     | 2     | 1     | 2     | 3     | 4     | 5     | Totalt |
| --- | ---- | ----------------- | ---------- | ----- | ----- | ----- | ----- | ----- | ----- | ----- | ------ |
| 1   | 2    | Coco Yoshizawa    | Japan      | 83.59 | 71.75 | 86.65 | 88.68 | 78.19 | 0.00  | 0.00  | 258.92 |
| 2   | 4    | Liz Akama         | Japan      | 86.55 | 51.40 | 86.83 | 0.00  | 84.61 | 81.35 | 78.12 | 257.99 |
| 3   | 1    | Cui Chenxi        | Kina       | 80.62 | 82.01 | 81.18 | 83.11 | 0.00  | 89.22 | 0.00  | 254.34 |
| 4   | 1    | Chloe Covell      | Australien | 68.14 | 78.89 | 82.26 | 0.00  | 0.00  | 85.58 | 0.00  | 246.73 |
| 5   | 4    | Funa Nakayama     | Japan      | 79.87 | 54.73 | 84.56 | 0.00  | 81.09 | 0.00  | 0.00  | 245.52 |
| 6   | 3    | Paige Heyn        | USA        | 71.65 | 35.37 | 85.66 | 0.00  | 86.98 | 0.00  | 0.00  | 244.29 |
| 7   | 3    | Rayssa Leal       | Brasilien  | 59.88 | 35.62 | 85.87 | 88.87 | 92.68 | 0.00  | 0.00  | 241.43 |
| 8   | 4    | Poe Pinson        | USA        | 39.30 | 71.25 | 0.00  | 0.00  | 0.00  | 81.80 | 88.07 | 241.12 |
| 9   | 2    | Zhu Yuanling      | Kina       | 59.35 | 60.11 | 0.00  | 0.00  | 86.88 | 0.00  | 87.83 | 234.82 |
| 10  | 2    | Roos Zwetsloot    | Holland    | 49.5  | 71.6  | 83.61 | 0.00  | 0.00  | 0.00  | 78.50 | 233.71 |
| 11  | 3    | Lucie Schoonheere | Frankrig   | 24.22 | 76.81 | 78.19 | 73.05 | 0.00  | 0.00  | 0.00  | 228.05 |
| 12  | 1    | Zeng Wenhui       | Kina       | 55.85 | 12.66 | 0.00  | 0.00  | 83.76 | 0.00  | 83.88 | 223.49 |
| 13  | 2    | Daniela Terol     | Spanien    | 63.72 | 70.12 | 76.39 | 0.00  | 0.00  | 73.87 | 0.00  | 220.38 |
| 14  | 1    | Natalia Munoz     | Spanien    | 48.83 | 57.44 | 74.25 | 83.01 | 68.12 | 0.00  | 0.00  | 214.70 |
| 15  | 3    | Keet Oldenbeuving | Holland    | 64.61 | 48.40 | 0.00  | 72.69 | 73.48 | 0.00  | 0.00  | 210.78 |
| 16  | 2    | Pâmela Rosa       | Brasilien  | 11.52 | 41.48 | 0.00  | 0.00  | 80.10 | 0.00  | 83.65 | 205.23 |
| 17  | 4    | Vareeraya Sukasem | Thailand   | 48.52 | 45.07 | 0.00  | 74.04 | 78.19 | 0.00  | 0.00  | 200.75 |
| 18  | 1    | Boipelo Awuah     | Sydafrika  | 19.56 | 31.82 | 0.00  | 61.15 | 51.78 | 66.37 | 0.00  | 159.34 |
| 19  | 2    | Gabi Mazetto      | Brasilien  | 21.07 | 61.17 | 0.00  | 0.00  | TNS   | 83.18 | 0.00  | 144.35 |
| 20  | 3    | Haylie Powell     | Australien | 62.19 | 41.07 | 0.00  | 0.00  | 0.00  | 63.11 | 0.00  | 125.30 |
| 21  | 1    | Liv Lovelace      | Australien | 40.38 | 23.00 | 77.72 | 0.00  | 0.00  | 0.00  | 0.00  | 118.10 |
| 22  | 4    | Mariah Duran      | USA        | 12.13 | 58.36 | 0.00  | 0.00  | 0.00  | 0.00  | 0.00  | 58.36  |

### Finale
| Nr.                              | Udøvere        | Nation     | Run   | Run   | Trick | Trick | Trick | Trick | Trick | Totalt |
| Nr.                              | Udøvere        | Nation     | 1     | 2     | 1     | 2     | 3     | 4     | 5     | Totalt |
| -------------------------------- | -------------- | ---------- | ----- | ----- | ----- | ----- | ----- | ----- | ----- | ------ |
| 1                                | Coco Yoshizawa | Japan      | 85.02 | 86.80 | 0.00  | 86.34 | 0.00  | 96.49 | 89.46 | 272.75 |
| 2. plads, sølvmedaljemodtager(e) | Liz Akama      | Japan      | 3.28  | 89.26 | 92.62 | 84.07 | 0.00  | 0.00  | 0.00  | 265.95 |
| 3                                | Rayssa Leal    | Brasilien  | 71.66 | 34.80 | 0.00  | 92.88 | 0.00  | 0.00  | 88.83 | 253.37 |
| 4                                | Cui Chenxi     | Kina       | 65.47 | 65.04 | 86.98 | 89.11 | 0.00  | 0.00  | 0.00  | 241.56 |
| 5                                | Poe Pinson     | USA        | 36.75 | 50.18 | 83.73 | 0.00  | 88.43 | 0.00  | 0.00  | 222.34 |
| 6                                | Paige Heyn     | USA        | 39.88 | 76.41 | 0.00  | 86.82 | 0.00  | 0.00  | 0.00  | 163.23 |
| 7                                | Funa Nakayama  | Japan      | 48.14 | 79.77 | 0.00  | 0.00  | 0.00  | 0.00  | 0.00  | 78.77  |
| 8                                | Chloe Covell   | Australien | 70.33 | 45.46 | 0.00  | 0.00  | TNS   | 0.00  | 0.00  | 70.33  |